# Jewgeni Igorewitsch Swetschnikow
Jewgeni Igorewitsch Swetschnikow (russisch Евгений Игоревич Свечников; englische Transkription: Yevgeni bzw. Evgeny Igorevich Svechnikov; * 31. Oktober 1996 in Juschno-Sachalinsk) ist ein russischer Eishockeyspieler, der seit Juli 2024 bei Torpedo Nischni Nowgorod aus der Kontinentalen Hockey-Liga (KHL) unter Vertrag steht und dort auf der Position des rechten Flügelstürmers spielt. Zuvor gehörte Swetschnikow unter anderem fünf Spielzeiten lang der Organisation der Detroit Red Wings an und verbrachte jeweils eine Saison bei den Winnipeg Jets und San Jose Sharks in der National Hockey League (NHL).

## Karriere
Jewgeni Swetschnikow wurde in Juschno-Sachalinsk auf Sachalin geboren, zog mit seiner Familie allerdings erst nach Barnaul sowie später nach Kasan, wo er in der Nachwuchsabteilung von Ak Bars Kasan aktiv war. Mit Beginn der Saison 2012/13 lief er für Bars Kasan in der Molodjoschnaja Chokkeinaja Liga (MHL) auf, der höchsten Juniorenliga des Landes, bevor er im Laufe der Spielzeit 2013/14 auch zu seinen ersten drei Einsätzen für Ak Bars Kasan in der Kontinentalen Hockey-Liga (KHL) kam. Zuvor wurde er von der Mannschaft im KHL Junior Draft 2013 an zweiter Gesamtposition ausgewählt. In der Folge wechselte der Flügelstürmer jedoch nach Nordamerika und schloss sich den Cape Breton Screaming Eagles aus der Ligue de hockey junior majeur du Québec (LHJMQ) an, die ihn beim CHL Import Draft 2013 in der zweiten Runde als insgesamt 63. Akteur gezogen hatten und für die er in seinem ersten Jahr 78 Scorerpunkte in 55 Spielen erzielte und infolgedessen im LHJMQ All-Rookie Team berücksichtigt wurde. Darüber hinaus nahm der Russe am CHL Top Prospects Game teil, bevor er im NHL Entry Draft 2015 an 19. Position von den Detroit Red Wings berücksichtigt wurde.
Die Red Wings statteten Swetschnikow im Oktober 2015 mit einem Einstiegsvertrag aus, bevor er nach einer weiteren Saison in Cape Breton zum Ende der Spielzeit 2015/16 bei den Grand Rapids Griffins in der American Hockey League (AHL) debütierte, dem Farmteam der Red Wings. Im Jahr darauf gewann der Angreifer mit den Griffins die AHL-Playoffs um den Calder Cup, während er im April 2017 seinen Einstand für Detroit in der National Hockey League (NHL) gab. In der Saison 2017/18 absolvierte Swetschnikow 14 Partien für Detroit, kam allerdings weiterhin überwiegend in der AHL zum Einsatz. Die gesamte Spielzeit 2018/19 verpasste er anschließend aufgrund eines Kreuzbandrisses.
In den beiden folgenden Spielzeiten verbrachte der Russe seine Einsatzzeiten weiterhin zwischen Detroit und Grand Rapids, ohne dass ihm jedoch der endgültige Durchbruch in der NHL gelang. Nach dem Vertragsende in Detroit unterzeichnete er schließlich im August 2021 einen Vertrag bei den Manitoba Moose aus der AHL, der zwei Monate später von deren Kooperationspartner Winnipeg Jets übernommen und auf die NHL ausgeweitet wurde. Im Sommer 2022 wurde sein Vertrag nicht verlängert, sodass er erst im September 2022 als Free Agent in den San Jose Sharks einen neuen Arbeitgeber fand, der ihn mit einem Jahresvertrag ausstattete. Dieser wurde im Sommer 2023 nicht verlängert, woraufhin der Stürmer im August zu seinem Ex-Verein Ak Bars Kasan in die KHL zurückkehrte. Nach einer Spielzeit bei Ak Bars wechselte Swetschnikow zur Saison 2024/25 zum Ligakonkurrenten Torpedo Nischni Nowgorod.

### International
Erste Erfahrungen auf internationalem Niveau sammelte Swetschnikow im Rahmen der Olympischen Jugend-Winterspiele 2012, bei denen er mit dem Team ebenso die Silbermedaille gewann wie im Jahr darauf bei der World U-17 Hockey Challenge 2013. Mit der russischen U18-Auswahl nahm der Angreifer an den U18-Weltmeisterschaften 2013 und 2014 sowie am Ivan Hlinka Memorial Tournament 2013 teil, verpasste dabei allerdings jeweils die Medaillenränge. Für die U20-Nationalmannschaft debütierte er bei der U20-Weltmeisterschaft 2016, wobei die Sbornaja erst im Finale den Gastgebern aus Finnland unterlag und somit abermals Silber gewann.

## Erfolge und Auszeichnungen
- 2015 Teilnahme am CHL Top Prospects Game
- 2015 LHJMQ All-Rookie Team
- 2017 Calder-Cup-Gewinn mit den Grand Rapids Griffins

### International
- 2012 Silbermedaille bei den Olympischen Jugend-Winterspielen
- 2013 Silbermedaille bei der World U-17 Hockey Challenge
- 2016 Silbermedaille bei der U20-Weltmeisterschaft

## Karrierestatistik
Stand: Ende der Saison 2024/25

### International
Vertrat Russland bei:
| - Olympischen Jugend-Winterspielen 2012 - World U-17 Hockey Challenge 2013 - U18-Weltmeisterschaft 2013 | - Ivan Hlinka Memorial Tournament 2013 - U18-Weltmeisterschaft 2014 - U20-Weltmeisterschaft 2016 |

(Legende zur Spielerstatistik: Sp oder GP = absolvierte Spiele; T oder G = erzielte Tore; V oder A = erzielte Assists; Pkt oder Pts = erzielte Scorerpunkte; SM oder PIM = erhaltene Strafminuten; +/− = Plus/Minus-Bilanz; PP = erzielte Überzahltore; SH = erzielte Unterzahltore; GW = erzielte Siegtore; 1 Play-downs/Relegation; Kursiv: Statistik nicht vollständig)

## Persönliches
Sein jüngerer Bruder Andrei Swetschnikow ist ebenfalls Eishockeyspieler und debütierte in der Saison 2018/19 für die Carolina Hurricanes in der National Hockey League (NHL).